# جيمس د. نيكولز
جيمس د. نيكولز (بالإنجليزية: James D. Nichols)‏ هو فارس أمريكي، ولد في مارس 1928 في لاس كروسيس في الولايات المتحدة، وتوفي في 27 فبراير 2003.